# Olympische Sommerspiele 1952/Rudern – Zweier mit Steuermann
Die Ruderregatta im Zweier mit Steuermann der Männer bei den Olympischen Sommerspielen 1952 wurde vom 20. bis 23. Juli in der Bucht Seurasaarenselkä ausgetragen.

## Ergebnisse

### Viertelfinale
20. Juli 1952

#### Viertelfinale 1
| Rang | Nation         | Athleten                                                       | Zeit       | Qualifikation    |
| ---- | -------------- | -------------------------------------------------------------- | ---------- | ---------------- |
| 1    | BR Deutschland | Heinz Manchen Helmut Heinhold Helmut Noll (Steuermann)         | 8:02,3 min | Halbfinale       |
| 2    | Belgien        | Hippolyte Mattelé Eugène Jacobs Kamiel Van Dooren (Steuermann) | 8:05,3 min | Halbfinale       |
| 3    | Finnland       | Veijo Mikkolainen Toimi Pitkänen Erkki Lyijynen (Steuermann)   | 8:06,6 min | 1. Hoffnungslauf |
| 4    | Brasilien      | Francisco Furtado Harry Mosé João Maio (Steuermann)            | 8:19,0 min | 1. Hoffnungslauf |

#### Viertelfinale 2
| Rang | Nation     | Athleten                                                        | Zeit       | Qualifikation    |
| ---- | ---------- | --------------------------------------------------------------- | ---------- | ---------------- |
| 1    | Frankreich | Raymond Salles Gaston Mercier Bernard Malivoire (Steuermann)    | 7:57,7 min | Halbfinale       |
| 2    | Polen      | Czesław Lorenc Romuald Thomas Zdzisław Michalski (Steuermann)   | 7:59,8 min | Halbfinale       |
| 3    | Schweiz    | Walter Lüchinger Alexander Siebenhaar Walter Ludin (Steuermann) | 8:16,4 min | 1. Hoffnungslauf |

#### Viertelfinale 3
| Rang | Nation             | Athleten                                                                | Zeit       | Qualifikation    |
| ---- | ------------------ | ----------------------------------------------------------------------- | ---------- | ---------------- |
| 1    | Vereinigte Staaten | James Fifer Duvall Hecht James Beggs (Steuermann)                       | 8:02,1 min | Halbfinale       |
| 2    | Ungarn             | László Halász József Sátori Robert Zimonyi (Steuermann)                 | 8:04,1 min | Halbfinale       |
| 3    | Schweden           | Ove Nilsson Ingemar Svensson Lars-Erik Larsson (Steuermann)             | 8:07,6 min | 1. Hoffnungslauf |
| 4    | Ägypten            | Mohamed Anwar Ali Tawfik Youssif Albert Selim El-Mankabadi (Steuermann) | 8:29,3 min | 1. Hoffnungslauf |

#### Viertelfinale 4
| Rang | Nation       | Athleten                                                            | Zeit       | Qualifikation    |
| ---- | ------------ | ------------------------------------------------------------------- | ---------- | ---------------- |
| 1    | Italien      | Giuseppe Ramani Aldo Tarlao Luciano Marion (Steuermann)             | 7:59,9 min | Halbfinale       |
| 2    | Dänemark     | Svend Ove Pedersen Poul Svendsen Jørgen Frantzen (Steuermann)       | 8:02,7 min | Halbfinale       |
| 3    | Sowjetunion  | Jewgeni Morosow Wiktor Schewtschenko Michail Prudnikow (Steuermann) | 8:05,0 min | 1. Hoffnungslauf |
| 4    | Griechenland | Iraklis Klangas Nikolaos Nikolaou Grigorios Emmanouil (Steuermann)  | 8:24,1 min | 1. Hoffnungslauf |

### 1. Hoffnungslauf
21. Juli 1952

#### Lauf 1
| Rang | Nation       | Athleten                                                                | Zeit       | Qualifikation    |
| ---- | ------------ | ----------------------------------------------------------------------- | ---------- | ---------------- |
| 1    | Finnland     | Veijo Mikkolainen Toimi Pitkänen Erkki Lyijynen (Steuermann)            | 7:55,0 min | 2. Hoffnungslauf |
| 2    | Schweiz      | Walter Lüchinger Alexander Siebenhaar Walter Ludin (Steuermann)         | 7:56,8 min |                  |
| 3    | Griechenland | Iraklis Klangas Nikolaos Nikolaou Grigorios Emmanouil (Steuermann)      | 8:12,9 min |                  |
| 4    | Ägypten      | Mohamed Anwar Ali Tawfik Youssif Albert Selim El-Mankabadi (Steuermann) | 8:21,4 min |                  |

#### Lauf 2
| Rang | Nation      | Athleten                                                            | Zeit       | Qualifikation    |
| ---- | ----------- | ------------------------------------------------------------------- | ---------- | ---------------- |
| 1    | Sowjetunion | Jewgeni Morosow Wiktor Schewtschenko Michail Prudnikow (Steuermann) | 8:03,0 min | 2. Hoffnungslauf |
| 2    | Schweden    | Ove Nilsson Ingemar Svensson Lars-Erik Larsson (Steuermann)         | 8:03,8 min |                  |
| 3    | Brasilien   | Francisco Furtado Harry Mosé João Maio (Steuermann)                 | 8:05,5 min |                  |

### Halbfinale
21. Juli 1952

#### Halbfinale 1
| Rang | Nation         | Athleten                                                      | Zeit       | Qualifikation    |
| ---- | -------------- | ------------------------------------------------------------- | ---------- | ---------------- |
| 1    | Frankreich     | Raymond Salles Gaston Mercier Bernard Malivoire (Steuermann)  | 8:07,5 min | Finale           |
| 2    | BR Deutschland | Heinz Manchen Helmut Heinhold Helmut Noll (Steuermann)        | 8:12,9 min | 2. Hoffnungslauf |
| 3    | Dänemark       | Svend Ove Pedersen Poul Svendsen Jørgen Frantzen (Steuermann) | 8:18,7 min | 2. Hoffnungslauf |
| 4    | Ungarn         | László Halász József Sátori Robert Zimonyi (Steuermann)       | 8:43,7 min | 2. Hoffnungslauf |

#### Halbfinale 2
| Rang | Nation             | Athleten                                                       | Zeit       | Qualifikation    |
| ---- | ------------------ | -------------------------------------------------------------- | ---------- | ---------------- |
| 1    | Italien            | Giuseppe Ramani Aldo Tarlao Luciano Marion (Steuermann)        | 8:07,6 min | Finale           |
| 2    | Belgien            | Hippolyte Mattelé Eugène Jacobs Kamiel Van Dooren (Steuermann) | 8:11,4 min | 2. Hoffnungslauf |
| 3    | Polen              | Czesław Lorenc Romuald Thomas Zdzisław Michalski (Steuermann)  | 8:12,1 min | 2. Hoffnungslauf |
| 4    | Vereinigte Staaten | James Fifer Duvall Hecht James Beggs (Steuermann)              | 8:13,0 min | 2. Hoffnungslauf |

### 2. Hoffnungslauf
22. Juli 1952

#### Lauf 1
| Rang | Nation             | Athleten                                                            | Zeit       | Qualifikation |
| ---- | ------------------ | ------------------------------------------------------------------- | ---------- | ------------- |
| 1    | BR Deutschland     | Heinz Manchen Helmut Heinhold Helmut Noll (Steuermann)              | 7:54,7 min | Finale        |
| 2    | Vereinigte Staaten | James Fifer Duvall Hecht James Beggs (Steuermann)                   | 7:55,5 min |               |
| 3    | Sowjetunion        | Jewgeni Morosow Wiktor Schewtschenko Michail Prudnikow (Steuermann) | 8:08,4 min |               |

#### Lauf 2
| Rang | Nation   | Athleten                                                       | Zeit       | Qualifikation |
| ---- | -------- | -------------------------------------------------------------- | ---------- | ------------- |
| 1    | Finnland | Veijo Mikkolainen Toimi Pitkänen Erkki Lyijynen (Steuermann)   | 8:01,8 min | Finale        |
| 2    | Belgien  | Hippolyte Mattelé Eugène Jacobs Kamiel Van Dooren (Steuermann) | 8:03,7 min |               |
| 3    | Ungarn   | László Halász József Sátori Robert Zimonyi (Steuermann)        | 8:16,6 min |               |

#### Lauf 3
| Rang | Nation   | Athleten                                                      | Zeit       | Qualifikation |
| ---- | -------- | ------------------------------------------------------------- | ---------- | ------------- |
| 1    | Dänemark | Svend Ove Pedersen Poul Svendsen Jørgen Frantzen (Steuermann) | 7:51,2 min | Finale        |
| 2    | Polen    | Czesław Lorenc Romuald Thomas Zdzisław Michalski (Steuermann) | 8:00,9 min |               |

### Finale
23. Juli 1952
| Rang | Nation         | Athleten                                                     | Zeit       |
| ---- | -------------- | ------------------------------------------------------------ | ---------- |
| 1    | Frankreich     | Raymond Salles Gaston Mercier Bernard Malivoire (Steuermann) | 8:28,6 min |
| 2    | BR Deutschland | Heinz Manchen Helmut Heinhold Helmut Noll (Steuermann)       | 8:32,1 min |
| 3    | Dänemark       | Svend Pedersen Poul Svendsen Jørgen Frantzen (Steuermann)    | 8:34,9 min |
| 4    | Italien        | Giuseppe Ramani Aldo Tarlao Luciano Marion (Steuermann)      | 8:38,4 min |
| 5    | Finnland       | Veijo Mikkolainen Toimi Pitkänen Erkki Lyijynen (Steuermann) | 8:40,8 min |